# Srinagar (district)
Srinagar is een district van het Indiase unieterritorium Jammu en Kasjmir. Het district telt 1.238.530 inwoners (2001) en heeft een oppervlakte van 2228 km².
De hoofdstad van het district heet eveneens Srinagar, dat tevens als zomerhoofdstad van Jammu en Kasjmir fungeert. Door het district stroomt de Jhelum.
Divisie Jammu:
Doda · Jammu · Kathua · Kishtwar · Poonch · Rajouri · Ramban · Reasi · Samba · Udhampur
Divisie Kasjmir:
Anantnag · Badgam · Bandipora · Baramulla · Ganderbal · Kulgam · Kupwara · Pulwama · Shopian · Srinagar